# Royal Romance
M/Y Royal Romance är en superyacht tillverkad av Feadship i Nederländerna. Hon levererades 2015 till sin ägare Viktor Medvedtjuk, en ukrainsk oligark och politiker. Royal Romance designades av De Voogt Naval Architects medan interiören designades av Seymour Diamond. Superyachten är 92,5 meter lång och har en kapacitet upp till 14 passagerare fördelat på sju hytter. Den har en besättning på 22 besättningsmän.
Royal Romance kostade omkring €180 miljoner att bygga.

## Galleri

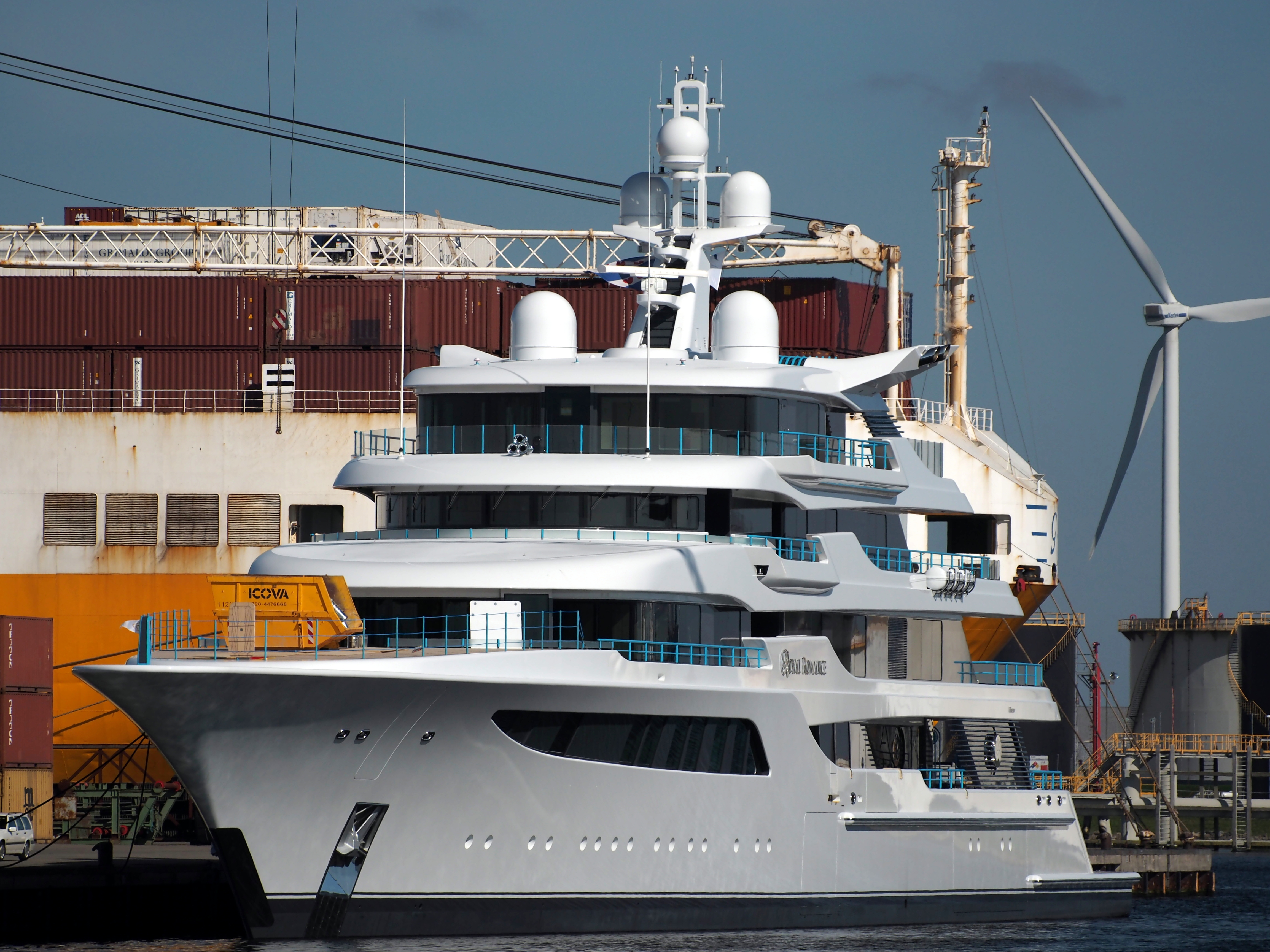
Royal Romance i Amsterdam i Nederländerna, 2015.
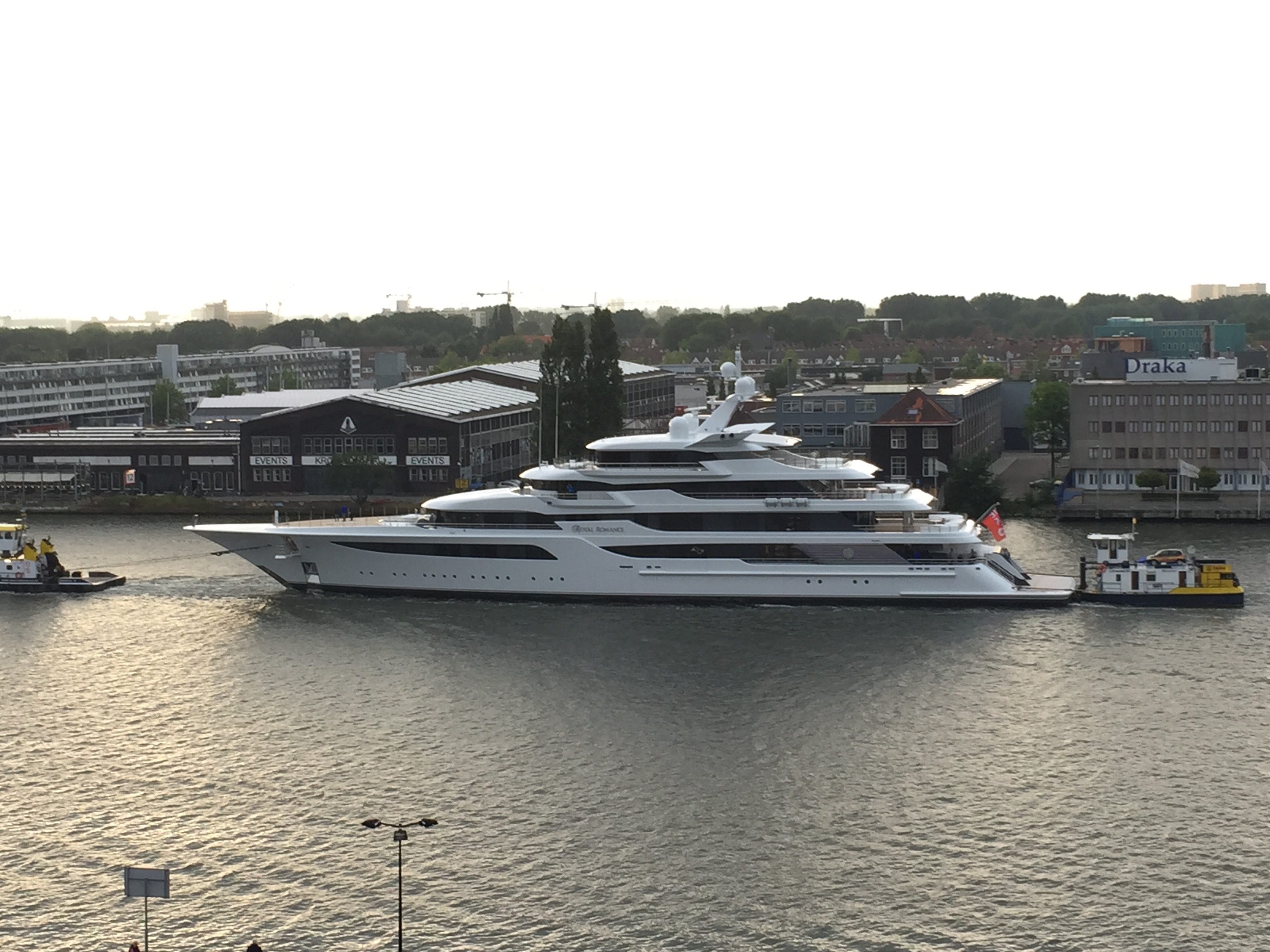
Royal Romance i Amsterdam i Nederländerna, 2015.